# شاشة مسطحة

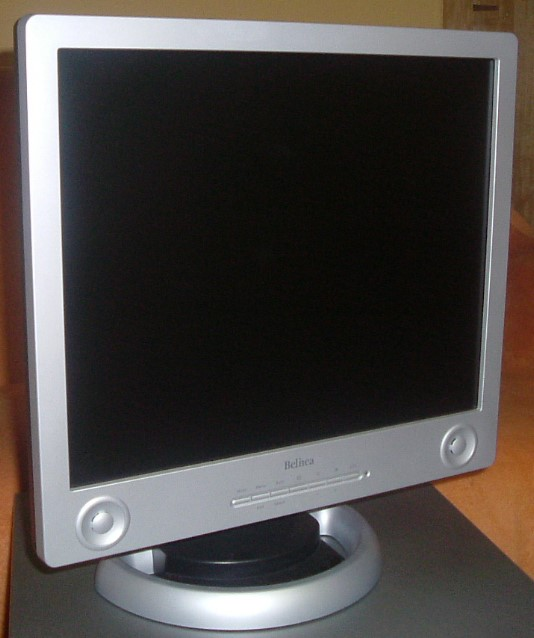
أخترعت الشاشات المسطحة منذ عام 1964، وهي أجهزة رفيعة و خفيفة الوزن

الشاشات المسطحة تشتمل على عدد متزايد من تقنيات العرض الإلكترونية البصرية. وهي خفيفة الوزن وأرفع من أجهزة التلفاز التقليدية وأيضًا من شاشات الفيديو التي تستخدم أنابيب الأشعة المهبطية (اختصارا:CRTs)، حيث أنها أقل سُمكًا بنسبة 10 سنتيمتر (3.9 بوصة). (صُممت أنابيب الأشعة المهبطية بطريقة تحتوي على سطح أمامي مسطح، وعُرفت الأجهزة التي تستخدم هذه الأنابيب باسم «الشاشة المسطحة» والتي من الممكن أن تسبب التشويش).
يمكن تقسيم الشاشات المسطحة إلى فئتين عامتين من تكنولوجيا العرض الإظهار ومتغيرة أوثابتة.
قدمت شركة جنرال إلكتريك (بالإنجليزية: General Electric)‏ أول مُقتَرح هندسي لأجهزة التلفاز ذات الشاشات المسطحة، وهي تعمل في مجال الشاشات. وتشمل النتائج التي توصلوا إليها جميع الأساسيات التي تقوم عليها أجهزة التلفاز والشاشات المسطحة المستقبلية. ولكن لم تستمر جنرال إلكتريك في البحث والتطوير الضروريين ولم تصنع أبدًا شاشة مسطحة في ذلك الوقت.
وقد تم اختراع أول شاشة مسطحة في عام 1964 في جامعة إلينوي. صنع قسم تي بيتر برودي (T Peter Brody) أول جهاز عرض يعمل بمصفوفة نشطة للأغشية الرقيقة في مؤسسة ويتسنجهاوس إلكتريك (Westinghouse Electric corporation) عام 1968.
توجد العديد من التطبيقات، بالنسبة للأجهزة المحمولة الحديثة مثل أجهزة الحاسوب المحمول، والهواتف المحمولة، والكاميرات الرقمية، ومسجلات الكاميرا، والكاميرات المدمجة، وكاميرات الفيديو الجيب، تعوض مزايا قابلية النقل أي عيوبٍ خاصة بجهاز الإظهار.
تستخدم معظم الشاشات المسطحة الحديثة تقنيات شاشة العرض البلوري السائل (LCD). حيث يكون هناك إضاءة خلفية لمعظم شاشات العرض البلوري السائل (LCD) لتسهيل القراءة في البيئات المضيئة. فهي رقيقة وخفيفة. وتوفر خطوطا أفضل ودقة أعلى.
اعتبارًا من عام 2012، يسيطر المصنعون في تايوان على 50% من أسهم السوق العالمية لإنتاج الشاشات المسطحة أختصارها (FPD) مثل المؤسسات التايوانية التالية AU Optronics وChimei Innolux Corporation.

## الأنواع الشائعة

### شاشات العرض البلوري السائل
تعد شاشات العرض البلوري السائل خفيفة الوزن، ومُدمَجة، وممكنة الحمل، ورخيصة، ويمكن الاعتماد عليها بشكلٍ أكبر، وأكثر راحةً للعين من أنابيب الأشعة المهبطية (CRTs). تتكون عندما تقع طبقة رقيقة من سائل بلوري، الذي يحتوي على خصائص بلورية، بين لوحتين كهربائيتين؛ تحتوي اللوحة الأعلى على أقطاب كهربائية شفافة مستقرة من فوقها، وتُعد اللوحة الخلفية هي مثل المرآة. ومن خلال التوصيل السليم للإشارات الكهربائية عبر هذه اللوحات، يمكن تنشيط قطاعات مختلفة من السائل البلوري، محدثةً تغييرات في الخصائص الخاصة بنشر الضوء أو الاستقطاب. وأحيانا تكون القطاعات ناقلة أو مانعة للضوء. يتم إنتاج الصورة عن طريق تمرير الضوء خلال قطاعات السائل البلوري ثم انعكاسه مرة أخرى من المرآة إلى المُشاهد. يتم استخدام هذه الشاشات في أجهزة إلكترونية متنوعة مثل الساعات، والآلات الحاسبة، وأجهزة الكمبيوتر المحمولة.

### شاشات البلازما
تتكون شاشة البلازما من لوحتين زجاجيتين مفصولتين بفجوة مملوءة بغاز مثل غاز النيون. تحتوي كل من هذه اللوحات على أقطاب متوازية تمتد خلالها. تقع الأقطاب التي على اللوحتين على شكل زاويا قائمة على بعضها البعض. يُنتِج الجهد الكهربائي الموجود بين القطبين الكهربائيين على كل لوحة كمية صغيرة من الغاز على القطبين الكهربائيين مما يؤدي إلى التوهج. ويتم استمرار توهج كميات الغاز عن طريق جهد كهربائي أقل والذي يوجد بصورة مستمرة بين الأقطاب الكهربائية. يُستخدم ترتيب نبضي مماثل لإيقاف النقاط بشكل انتقائي.

### شاشات الاستضاءة الكهربائية
في شاشة الاستضاءة الكهربائية (ELD)، يتم إنتاج الصورة عن طريق إرسال الإشارات الكهربائية إلى اللوحات والتي تؤدي إلى توهج الفسفور.

## الشاشات المتغيرة
تتطلب الشاشات المتغيرة تحديث البيكسل بشكل دوري للحفاظ على حالتها، حتى بالنسبة للصورة الثابتة. يحدث هذا التحديث عدة مرات في الثانية الواحدة. وإذا لم يحدث هذا، فستفقد وحدات البكسل حالتها المترابطة تدريجيًا و«ستتلاشى» الصورة من الشاشة.

### أمثلة على الشاشات المسطحة المتغيرة
- شاشة المصفوفة العضوية النشطة ذات الصمام الثنائي الباعث للضوء (AMOLED)
- ورق إلكتروني: الحبر الإلكتروني (E Ink)، الجيريكون (Gyricon)
- شاشة الاستضاءة الكهربائية (ELD)
- أجهزة عرض المعالجة الرقمية للضوء (DLP)
- أجهزة عرض الكريستال السائل على السيليكون (LCOS)
- شاشة عرض انبعاثية المجال (FED)، وتسمى أيضًا شاشة عرض ذات انبعاثات النانو (NED)
- شاشة عرض مضمنة التداخل (IMOD)
- شاشة الصمام الثنائي الباعث للضوء (LED)
- شاشة العرض البلوري السائل (LCD)
- شاشة الصمام الثنائي العضوي الباعث للضوء (OLED)
- شاشة بلازما (PDP)
- شاشة عرض نقطية الكم (QLED)
- شاشة عرض الباعث الإلكتروني سطحية التوصيل بالكهرباء (SED, SED-tv)
- شاشة ثلاثية الأبعاد (3D Display)

تتوفر القليل فقط من هذه الشاشات تجاريًا هذه الأيام، بالرغم من البدء في نشر أحجام صغيرة من شاشات الصمام الثنائي العضوي الباعث للضوء (OLED) في الهواتف الخلوية بشكلٍ أساسي . وتم الوعد بنشر شاشات عرض الباعث الإلكتروني سطحية التوصيل بالكهرباء (SEDs) في عام 2006 اعتبارًا من نوفمبر 2005، بينما كانت شاشات عرض انبعاثية المجال-شاشات عرض ذات انبعاثات النانو(FED-NEDs) في مرحلة النموذج الأولي.

## الشاشات الثابتة
تعتمد شاشات العرض المسطحة الثابتة على مواد ذات حالات ألوانية متقلبة. وهذا يعني أن الصورة التي تحملها هذه الشاشات لا تتطلب طاقة للبقاء ولكن تتطلب طاقة للتغير. وينتج عن ذلك شاشات تتفوق في فعالية استهلاك الطاقة، إلا أن الاتجاه نحو تقليل معدلات التحديث يعد من الأمور غير مرغوب فيها خاصةً فيما يتعلق بشاشات العرض التفاعلي.
تبدأ الشاشات المسطحة القلابة في الانتشار حيث تستغل في تطبيقاتٍ محدودة (شاشات تراصف الجزيئات، التي صنعتها ماجينك (Magink)، خاصة بالإعلان الخارجي؛ شاشات العرض الكهربائية، وفي منتجات الكتب الإلكترونية من سوني (Sony) وأيريكس (iRex)و آنليبلز (anlabels)).

## وصلات خارجية
- TFT Central، مراجعات الشاشة المسطحة، أخبار، ومقالات
- Finetech Japan، معرض ومؤتمر الشاشات المسطحة
- مقالة خاصة: اختراعات غريبة لم تعرفها من قبل